# Koszmosz–1517
Koszmosz–1517 (oroszul: Космос 1517) Koszmosz műhold, a szovjet műszeres műhold-sorozat tagja. Technológi műhold, a BOR–4 (oroszul: Беспилотный Орбитальный Ракетоплан 4) az űrállomások programjának egyik szállító-ellátó/visszatérő egységének technikai kísérlete.

## Küldetés
Az űrrepülőgép-makett második technikai kísérletét hajtotta végre. A világűrbe függőlegesen feljuttatva, egy Föld körüli fordulat után siklórepüléssel Szevasztopoltól nyugatra a Fekete-tengerre ereszkedett. Mentőhajó vette a fedélzetére.

## Jellemzői
Az LII (oroszul: Летно-исследовательский институт – ЛИИ) tervezőintézet irányításával és üzemeltetésével készült űrrepülő.
1983. december 27-én a Kapusztyin Jar rakétakísérleti lőtérről egy Koszmosz–3M (11К65М) hordozórakétával juttatták (LEO = Low-Earth Orbit) Föld körüli, közeli körpályára. Az orbitális egység pályája 88,4perces, 50,6 fokos hajlásszögű, elliptikus pálya perigeuma 179 kilométer, apogeuma 220 kilométer volt. Hasznos terhe 1450 kilogramm.
Az Koszmosz–1445 program folytatása. A sorozat felépítését, szerkezetét, alapvető fedélzeti rendszereit tekintve egységesített, szabványosított tudományos-kutató űreszköz. Áramforrása kémiai akkumulátor. 150 ponton mérték a hőadatokat, amit egy telemetriai egység továbbított a Földi állomásra. Fékezőrendszere biztosította a visszatérést.
1983. december 27-én földi parancsra belépett a légkörbe, a siklási manővert követően 7.5 kilométer magasságból hagyományos – ejtőernyős leereszkedés – módon visszatért a Földre.